# Heinrich Ernst Schirmer
Heinrich Ernst Schirmer (Leipzig, 1814 - Giessen, 1887) fue un arquitecto alemán cuyo trabajo se desarrolló en Noruega. 
Su prolífica obra, destacada en la búsqueda de soluciones racionales, contribuyó de manera importante en la historia de la arquitectura noruega y le valió reconocimiento internacional. Participó en varios proyectos, principalmente en Cristianía (actualmente Oslo), como el Palacio Real y la actual Catedral de San Olaf. Fue brevemente el coordinador de la restauración de la Catedral de Nidaros, en Trondheim. 

## Obra
Schirmer estudió en la Academia de Arte de Dresde entre 1831 y 1834, y en la Academia de Arte de Múnich entre 1834 y 1837.
Después de un viaje de estudios a Italia en 1837, Schirmer fue llamado a Noruega por el profesor Johan Christian Klausson Dahl para que sirviera de asistente al arquitecto danés Hans Ditlev von Linstow en la construcción del Palacio Real de Cristianía.

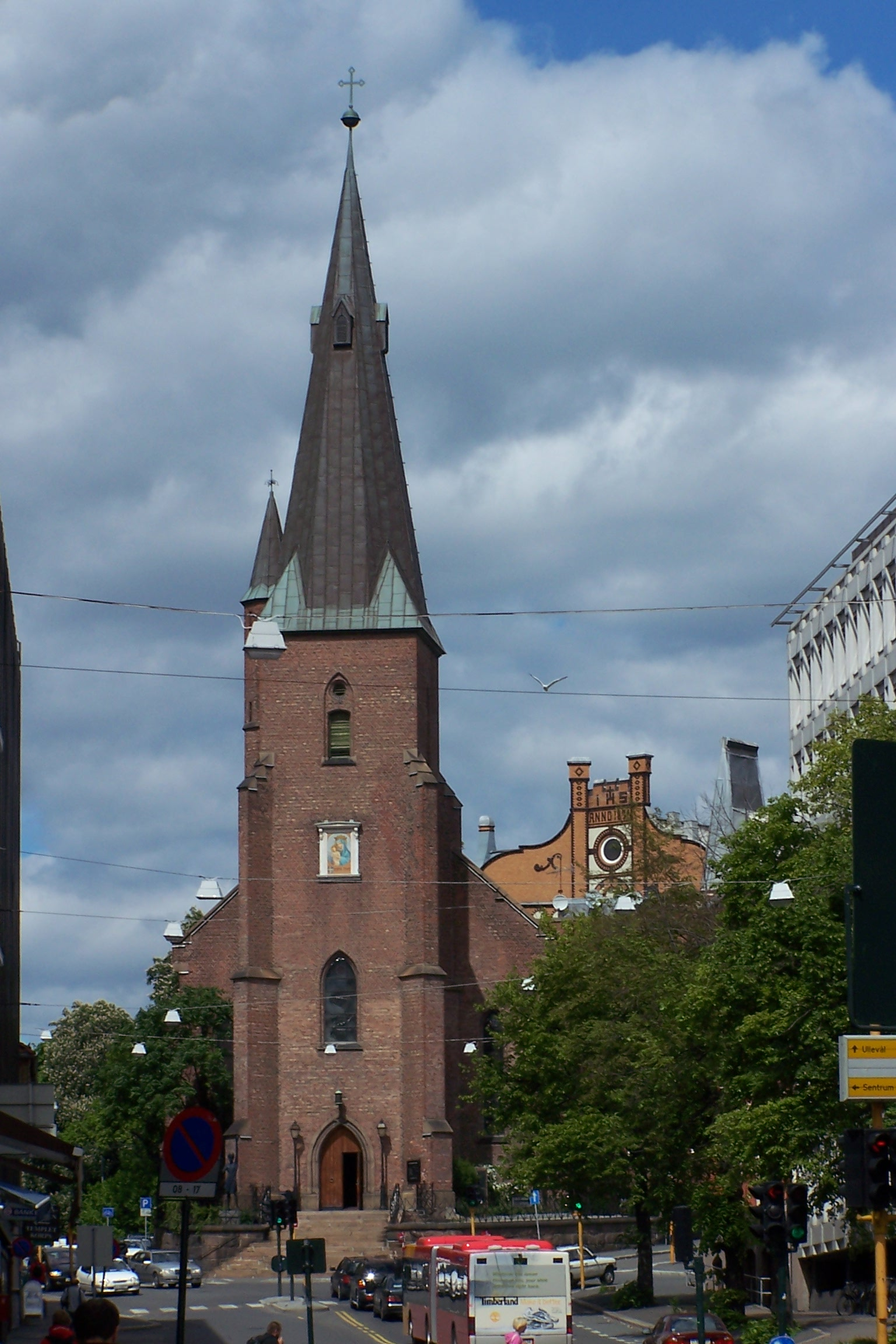
La Catedral de San Olaf de Oslo fue el prototipo para varias iglesias de Schirmer.

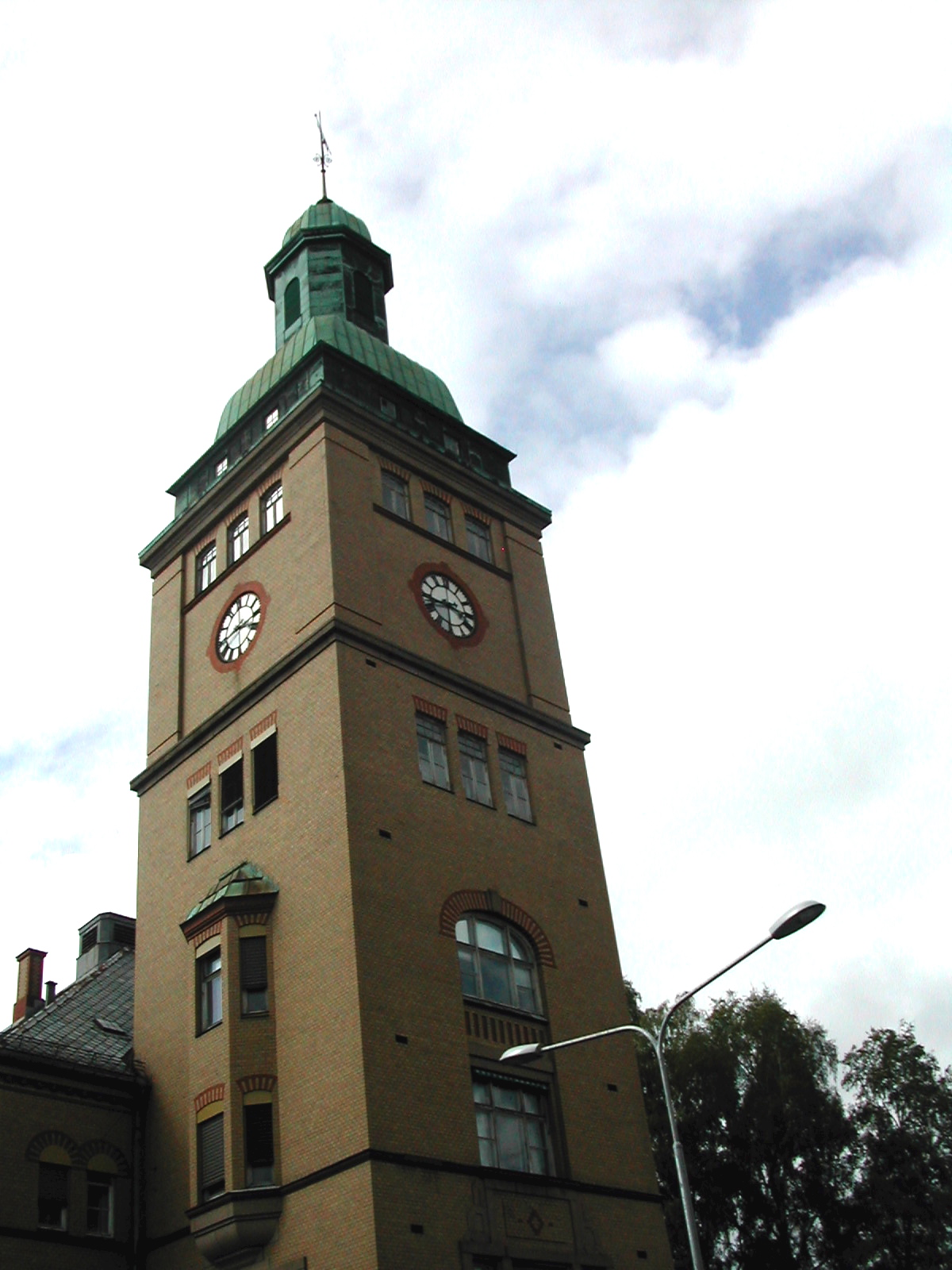
Torre del Hospital de Ullevål.

En 1841, a la edad de 27 años, fue designado por el Storting como el arquitecto encargado de la restauración de la Catedral de Nidaros, la principal obra gótica de Noruega, que en ese tiempo se encontraba en una situación lamentable de deterioro. Participó, junto con el historiador Peter Andreas Munch, en las investigaciones arquitectónicas de la catedral y en el diseño de las obras de restauración, que quedaron terminados en 1859. La restauración dio inicio, bajo su dirección, en 1869. Enseguida su trabajo fue fuertemente criticado por destacados anticuarios, quienes opinaron que Schirmer se alejaba del diseño medieval de la catedral, por lo que después de presiones fue sustituido por el arquitecto noruego Christian Christie en 1871.
En su estancia en Noruega, Schirmer demostró un gran ímpetu productivo. Colaboró en varios proyectos monumentales en Cristianía, como la cárcel Botsfengselet (1843-1851), el Hospital de Gaustad (1847-1855), la Iglesia de San Olaf (posteriormente catedral católica de Oslo, 1852-1856), la Iglesia de Tangen (1854), la Iglesia de Vestre Aker (1853-1855), la Iglesia de Østre Aker (1857-1860), el Rikshospitalet (1874-1883), y el edificio principal de la Nasjonalgalleriet de Oslo (conjuntamente a su hijo Adolf Schirmer, 1879-1881).
Además edificó varias casas en estilo de chalet suizo, y fue uno de los principales impulsores de ese estilo en Noruega.
Entró en sociedad con su compatriota Wilhelm von Hanno entre 1853 y 1864 y ambos realizaron la construcción de las primeras estaciones de ferrocarril en las líneas de Hovedbanen (1853-1854) y Kongsvingerbanen (terminada en 1863). Las estaciones, de madera, recibieron en su diseño importantes influencias de la arquitectura popular en madera de los distritos cercanos. Ambos arquitectos recibieron también el encargo de realizar la construcción de algunos edificios militares en el interior del Castillo de Akershus.
La sociedad se rompió cuando un proyecto en solitario de Hanno ganó el concurso para la Iglesia de Grønland. Schirmer, por su lado, continuó con nuevos trabajos tanto en Cristianía como en otras ciudades noruegas. Entre otras obras, diseñó la Catedral de Hamar.
Su último proyecto fue el Hospital de Ullevål, parte de la Universidad de Oslo. Esta obra fue finalizada después de su muerte, según sus diseños.